# 讚良郡
讚良郡为過去日本大阪府轄下的一个郡，已于1896年4月1日与周邊的郡合并为北河內郡。
在1880年實施郡區町村編制法時的辖区包括现在的四條畷市全部區域、大東市大部分區域、寢屋川市中部區域。

## 歷史
在令制國時代屬於河內國；在10世紀完成的和名類聚抄中記載此地的地名為「佐良良」（さらら、Sarara），後來才採用持統天皇的名字「鸕野讚良」，成為「讚良郡」（ささら、Sasara）
的台地和丘陵地區域，有許多鳥獸棲息，距離京都又近，因此也一度成為貴族們的狩獵場地。桓武天皇也曾在此設置交野離宮，並畫設天皇專用的狩獵區，此區域的地名後來也因此成為「禁野」（現在的枚方市禁野本町）。
在江戶時代大部分區域為幕府直轄領地、旗本領，另有部分區域屬於郡山藩。
1868年明治維新後，郡內區域曾先後隸屬大坂裁判所（後改為大阪府）、河內縣、堺縣、郡山縣，最後在1872年的第一次府縣整併中全數被併入堺縣。
1880年實施郡區町村編製法，正式的設置了近代的行政區劃「讚良郡」，但並未設置自己的郡役所，而是與周邊的茨田郡、交野郡共同設立「枚方郡役所」，郡役所位於三矢村的浄念寺（位於現在的枚方市），因此枚方郡役所後來也被更名為「茨田交野讚良郡役所」。
1881年，由於堺縣被併入大阪府，讚良郡隨之成為大阪府的轄區。

### 沿革

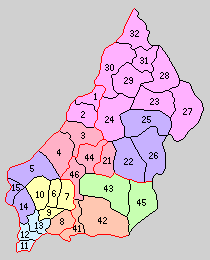
1889年讚良郡轄下的行政區劃：
41.住道村、42.四條村、43.甲可村、44.豐野村、45.田原村、46.寢屋川村
（紅色：現屬寢屋川市、橙色：現屬大東市、綠色：現屬四條畷市、1 - 15屬茨田郡、21 - 32屬交野郡）

- 1889年04月1日：實施町村制，讚良郡下設住道村（日语：住道町）、四條村（日语：四条町）、甲可村、豐野村（日语：豊野村 (大阪府)）、田原村（日语：田原村 (大阪府)）、寢屋川村（日语：寝屋川村）。（6村）
- 1896年04月1日：實施郡制（日语：郡制），同時原屬於「茨田交野讚良郡役所」的區域再被合併為北河內郡。